# Orden militar de Monreal
La orden militar de Monreal fue una militia Christi creada en 1124 en la actual Monreal del Campo por Alfonso I el Batallador con características similares a las recientemente fundadas en Tierra Santa. Sucedió en el tiempo a la Cofradía de Belchite, que fue creada en 1122. A la cofradía militar de Belchite o a la de Monreal aluden los documentos posteriores de 1136 otorgados por Alfonso VII de León como Militia Caesaraugustana, probablemente con ocasión de la fusión entre las dos órdenes pioneras y la reorganización o refundación tras la derrota de Fraga y la crisis sucesoria de Alfonso I el Batallador. Junto con la Cofradía de Belchite, fue una de las primeras órdenes militares de España. Fue fundada por Alfonso I de Aragón, según carta del arzobispo Guillermo de Aux para someter a los sarracenos y abrir un camino a Jerusalén pasando el mar.

## Historia
Para su fundación, Alfonso I reunió una asamblea en 1122 para crear una cofradía militar en Belchite con presencia de los más altos prelados de la época, en que se dieron cita el legado del Papa Bernardo, abad de la Grasse, el arzobispo primado de España Bernardo de Toledo, y los arzobispos Olegario de Tarragona, Diego Gelmírez de la sede Compostelana y el francés Guillermo de Auch. También estuvieron presentes el abad Raimundo de Leire (probablemente en representación de la diócesis de Pamplona, vacante en ese momento) y los obispos Pedro de Segovia, Bernardo de Sigüenza, Raimundo de Osma y Guidón de Lescar, junto a los más destacados prelados aragoneses: Esteban de Huesca, Ramón Guillén de Roda-Barbastro, Miguel de Tarazona, Sancho de Calahorra y Pedro de Librana de Zaragoza.
Los cofrades y sus bienhechores recibieron beneficios de cruzada. La Militia Christi tuvo una primera base en la recién conquistada localidad de Belchite y posteriormente en la recientemente fundada (en 1124) Monreal, actual Monreal del Campo (Teruel), cuyo nombre significaría mansión del Rey Celestial, recibiendo una zona de influencia en el área del Jiloca y Teruel, hasta Segorbe.
Posteriormente, a la muerte de Alfonso I de Aragón, como consecuencia de la derrota sufrida en Fraga, se concedió a la Militia Christi de Monreal el castro de Belchite, por mano del rey Alfonso VII de León en 1136, quien la llama «Militia Caesaraugustana» y confirma a López Sanz como rector de la refundación de la misma.
Finalmente, la Militia Christi de Monreal, por el acuerdo del conde de Barcelona y señor de Aragón, Ramón Berenguer IV, mediante la concordia de Gerona (27 de noviembre de 1143), que supuso la entrada de la Orden del Temple en España, fue integrada en la templaria. La concordia fue ratificada mediante bula de Eugenio III el 30 de marzo de 1150.